# ブライトン郡区 (アイオワ州カス郡)
ブライトン郡区は、アメリカ合衆国、アイオワ州、カス郡にある16の郡区の一つである。2000年の国勢調査で、人口は377人だった。

## 地理
ブライトン郡区は、92.1平方キロメートル（35.55平方マイル)で、en:Highland and Saint Josephsが含まれる。アメリカ地質調査所によると、この郡区はBrightonの1つの霊園が含まれる。